# Sportclub Arena
El Sportclub Arena (ortografía propia SPORTCLUB Arena) es la sede del club de fútbol SC Verl de la Ostwestfälischen. El estadio de fútbol tiene una capacidad de 5207 plazas (incluyendo 2207 asientos). Hasta el inicio de la renovación en 2015, la instalación consistía en una tribuna de asientos cubierta a lo largo del lado oeste de la plaza, así como filas de espacios de pie descubiertos en los tres lados restantes. La modernización le dio al estadio el nuevo nombre SPORTCLUB ARENA a finales de junio de 2016.

## Historia

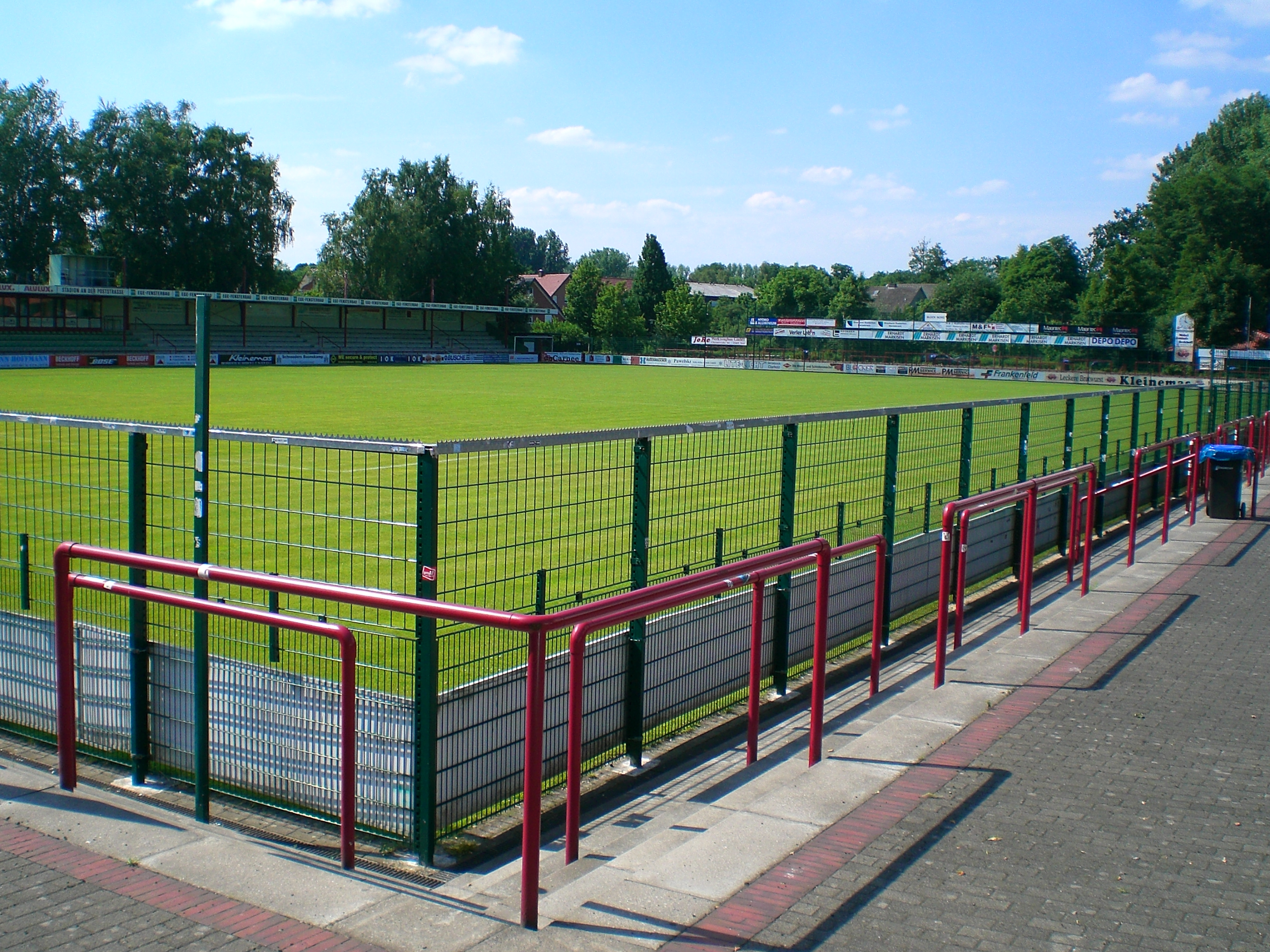
Stadion an der Poststraße (2008)

El estadio ya existía antes de 1994 como un campo deportivo bajo el nombre de "Sportplatz an der Poststraße". Con la calificación del SC Verl para Regionalliga West-Südwest, fue reconstruido y ampliado para cumplir con los requisitos de la tercera división más alta.
En 2008, el estadio se expandió nuevamente con espacios adicionales en la parte posterior para alcanzar la capacidad de 5001 asientos requeridos por la DFB para la liga regional.
Desde mayo de 2015 hasta julio de 2016 el estadio fue reconstruido. Se instaló un dosel completo, reflector y sistema de sonido, la tribuna de asientos se modificó en el sentido de protección contra el ruido, y se construyó una sala V. I. P. que incluye un área de negocios. Los costos de conversión de dos millones de euros fueron compartidos por el club y la ciudad a la mitad.
En agosto de 2015, se erigió el sistema reflector con seis mástiles. Se usó por primera vez el 9 de octubre de 2015 cuando el SC jugó contra el entonces club de la segunda división SC Paderborn 07 (1:3). La apertura formal de la conversión del estadio tuvo lugar el 15 de julio de 2016 con un partido del club deportivo contra el club de la Bundesliga Bayer 04 Leverkusen.

## Literatura
- Michael Seiß: 1000 Tipps für Auswärtsspiele [1000 consejos para juegos fuera de casa], Agon Verlag, 2011, ISBN 978-3897843813, p. 282, (en línea (enlace roto disponible en Internet Archive; véase el historial, la primera versión y la última).).